# Salamina (Caldas)
Ne doit pas être confondu avec Salamina (Magdalena).
Salamina est une municipalité située dans le département de Caldas, en Colombie. La ville a été fondée en 1825 par Fermin Lopez, Juan de Dios Aranzazu et Francisco Manuel Marulanda, entre autres.
Elle obtient le statut de municipalité en 1861.